# Меркулешть (Румунія)
Меркулешть, Меркулешті (рум. Mărculești) — комуна у повіті Яломіца в Румунії. До складу комуни входить єдине село Меркулешть.
Комуна розташована на відстані 113 км на схід від Бухареста, 11 км на схід від Слобозії, 99 км на північний захід від Констанци, 103 км на південний захід від Галаца.

## Населення
У 2009 року у комуні проживали 1670 осіб.

## Зовнішні посилання
- Дані про комуну Меркулешть на сайті Ghidul Primăriilor